# Пырей
Пыре́й (лат. Elytrígia) — род трав семейства Злаки, включает около 100 видов многолетних травянистых растений. Представители рода происходят из умеренных областей Евразии и северо-западных районов Северной Америки.

## Тип фотосинтеза
Пырей (Poaceae) относится к типу растений, обладающих типом фотосинтеза C4.

## Ботаническое описание
Корневище горизонтальное, шнуровидное. Стебель приподнимающийся, полый внутри, облиственный, голый.
Листья очерёдные, плоские, линейные, голые, влагалищные.

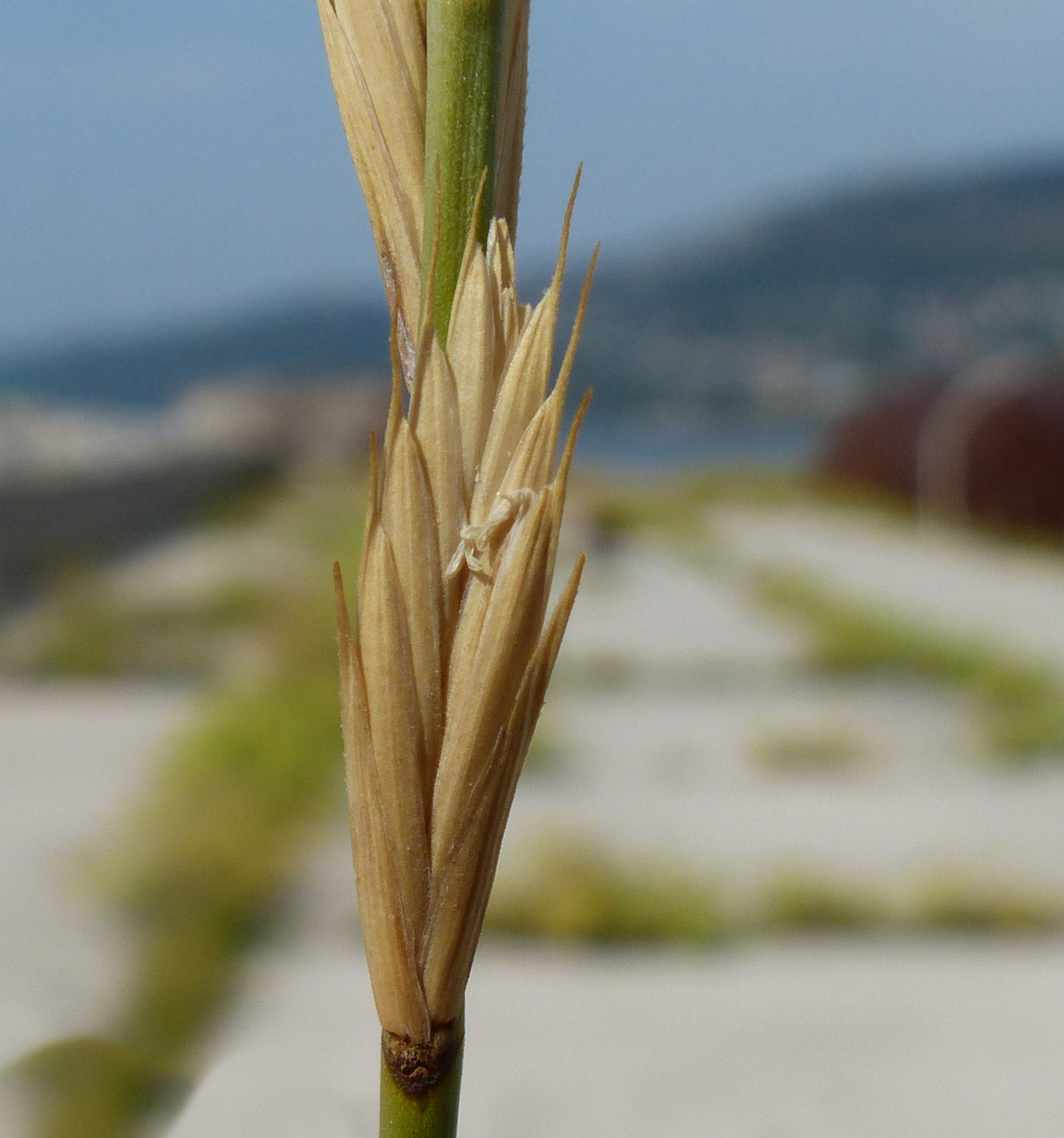
Колоски повернуты плоскостью к стеблю.

Колоски сидячие, у основания колосковых чешуек имеются вмятины, по которым эти чешуи при плоде обламываются. Каждый колосок повёрнут к оси соцветия длинной  стороной, а не коротким ребром, как у плевела. Колосковые чешуйки не килеватые, с ясными боковыми жилками. Цветки мелкие, бледно-зелёные. Цветёт в июне—июле. Относится к мезофитам.
Плоды — односемянные зерновки, созревают к сентябрю[где?].

## Виды
- Elytrigia acuta (DC.) Tzvelev
- Elytrigia arenosa (Spenn.) H.Scholz
- Elytrigia campestris (Godr. & Gren.) Kerguélen ex Carreras
- Elytrigia corsica (Hack.) Holub
- Elytrigia elongata (Host) Nevski
- Elytrigia intermedia (Host) Nevski
- Elytrigia juncea (L.) Nevski
- Elytrigia meotica (Prokudin) Prokudin
- Elytrigia × mucronata (Opiz ex Bercht.) Prokudin
- Elytrigia obtusiflora (DC.) Tzvelev
- Elytrigia repens (L.) Desv. ex Nevski typus — Пырей ползучий
- Elytrigia sosnovskyi (Hack.) Nevski
- Elytrigia stipifolia (Czern.) Nevski — Пырей ковылелистный, или Пырей меловой
- Elytrigia × tesquicola Prokudin

## Хозяйственное значение и применение
Пырей является хорошим кормом для травоядных животных.
Пырей — злостный, трудноискоренимый сорняк в посевах и посадках культурных растений.
Используется в медицине как лекарственное растение. В корневищах содержатся крахмал, сахара, аскорбиновая кислота, каротин, слизь, а также малоизученные гликозиды. В качестве лекарства используют корневище, которое надо собирать либо ранней весной, либо поздней осенью, так как между этими периодами в нём образуются вредные вещества. Обладает обволакивающим, мочегонным, кровоостанавливающим, отхаркивающим и потогонным действием. Корневища также используются в гомеопатии, они содержат сахаристые вещества и тритицин, их можно употреблять в пищу. В тибетской медицине применяются в основном только зелёные части растения.